# Nazionale maschile di baseball dell'Irlanda
La nazionale maschile di baseball irlandese rappresenta l'Irlanda nelle competizioni internazionali, come i campionati europei di baseball o il campionato mondiale di baseball organizzato dalla International Baseball Federation. La squadra esiste dal 1996 e tuttavia non è mai riuscita a qualificarsi ad alcuna competizione ufficiale. Così come il campionato nazionale, anche la nazionale dell'Irlanda rappresenta sia la Repubblica d'Irlanda (Eire) sia l'Irlanda del Nord.